# Yair Clavijo
Yair José Clavijo Panta (Lima, 4 de enero de 1995-Urcos, Cusco, 21 de julio de 2013) fue un jugador de fútbol profesional peruano que jugaba de defensa. El único club en el que jugó fue el Club Sporting Cristal de la primera división del Perú

## Biografía
Clavijo debutó a los diecisiete años de edad en las reservas del Club Sporting Cristal el año 2012, temporada en la que consiguió ganar el Campeonato Descentralizado 2012. 
El año 2013 fue su último año como jugador debido a su fallecimiento en un partido que afrontaban las reservas del cuadro bajopontino ante el Real Garcilaso, ocurrido el 21 de julio en el Estadio Municipal de Urcos, tras sufrir una parada cardiorrespiratoria. En el estadio no había desfibrilador, lo que produjo que el intento de recuperación del jugador fuese más difícil.
Poco después del fallecimiento del jugador, el entrenador Roberto Mosquera sufrió una descompensación y un desmayo debido a la noticia del fallecimiento del jugador. Su partida fue sentida, ya que veían en él a una futura promesa del deporte. Sus restos mortales descansan en el cementerio Campo Fe de Puente Piedra.

## Clubes
| Club             | País | Año       |
| ---------------- | ---- | --------- |
| Sporting Cristal | Perú | 2012-2013 |

## Palmarés
- Campeonato Descentralizado: 2012